# Murallas de Núremberg

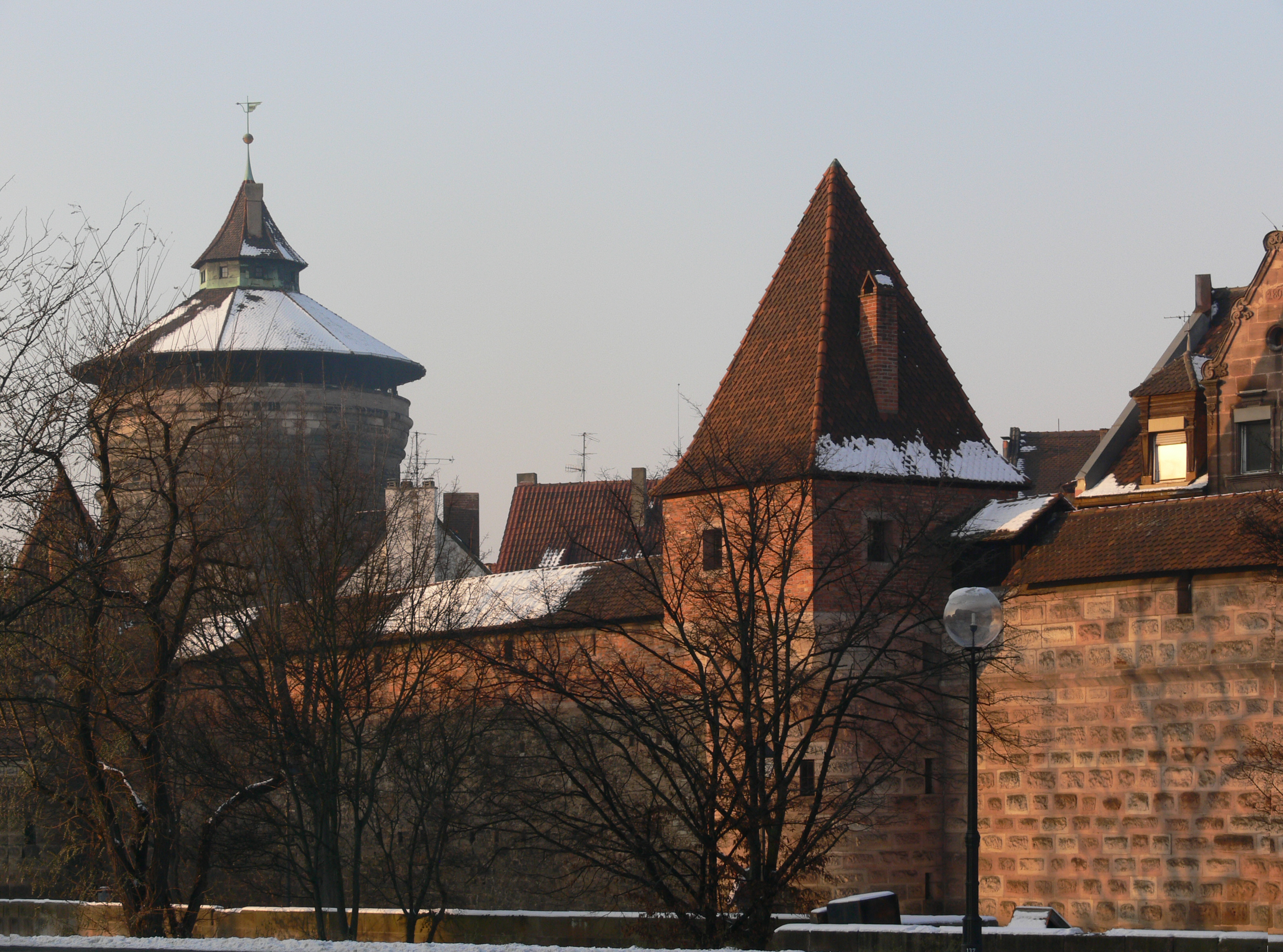
Frauentormauer y Spittlertorturm

Las murallas de Núremberg (en alemán: Nürnberger Stadtmauer), o fortificaciones de Núremberg en el sentido más general, es el nombre que recibe la sucesión de elementos defensivos alrededor de la ciudad de Núremberg, en Baviera, Alemania. Construidas a partir del siglo XIII, con distintos períodos de renovaciones hasta el siglo XVII, las murallas alcanzaron una longitud total de cinco kilómetros, de los que unos cuatro aún se mantienen en pie en la actualidad.
El conjunto de las murallas y el emblemático castillo de Núremberg —plenamente integrado en su lado septentrional— se considera uno de los sistemas defensivos más prominentes de la Europa medieval, y uno de los monumentos más importantes de la ciudad de Núremberg. Por debajo de las murallas pasan túneles subterráneos que formaban parte del complejo defensivo, usados en su día para el paso de personal y provisiones, además de para lanzar ataques sorpresa. El sistema de presas que forman parte de las fortificaciones es el más largo y mejor conservado de toda Europa.

## Historia
La historia de las murallas de Núremberg está estrechamente ligada a la historia de la ciudad francona desde sus mismos orígenes. Según apreciaciones históricas, las primeras fortificaciones en esta ubicación se levantaron en el siglo XI, a ambos lados del río Pegnitz (de hecho, la ciudad misma es mencionada por primera vez en un documento de 1050, como sede del castillo imperial ubicado entre la Francia Oriental y el margraviato de Nordgau).
Aunque es a principios del siglo XIII, en el marco del burgraviato de Núremberg de los Hohenzollern, cuando se fortalecen los dos núcleos urbanos a ambos lados del río, a saber, Sebald al norte y Lorenz al sur (actualmente dos distritos del casco antiguo).

### Baja Edad Media
Para finales del siglo XIII, se habían trazado planes razonablemente viables para unir las orillas norte y sur de la ciudad. Un aspecto sombrío de esos tiempos fueron las masacres de Rintfleisch, que, más allá de su detonante supuestamente religioso, algunos expertos afirman que tuvieran más que ver con el hecho de que los judíos habitaban legalmente las zonas que debieron de ser unidas. Entre 1320 y 1325, las dos orillas se unieron por extensos muros levantados entre varias torres de soporte, cruzando el río a través de sus dos islas fluviales más grandes. La torre del Verdugo (Henkerturm), la torre de Agua (Wasserturm), la torre Blanca (Weißer Turm), la torre del Deudor (Schuldturm) y la Tiergärtnertor (‘puerta de los jardines zoológicos’) aún se conservan como monumentos a ambos lados del río. También se conservan extensos tramos del foso alrededor del casco antiguo.
En las próximas décadas, la ciudad se convirtió en un centro importante del Sacro Imperio Romano Germánico, en gran parte debido a sus nuevas defensas. En 1356, Carlos IV en su famosa Bula de Oro nombró a Núremberg lugar permanente de celebración de la primera dieta imperial de todo nuevo rey alemán tras su coronación (las llamadas dietas de Núremberg). El rápido crecimiento de la población requirió la construcción de un anillo de muros adicional, que engrosaría el ancho del sistema de murallas hasta los 30-35 metros. El muro interior, principal línea de defensa, constaba de dos capas rellenas de piedras y mantos de caliza, dando como resultado una estructura de ca. un metro de espesor. La pasarela encima del muro, suficientemente ancha para permitir el paso de dos soldados codo a codo, estaba abierta hacia el interior, con varias escaleras para facilitar el rápido avance de las tropas entre las posiciones. Para reducir el riesgo de incendios causados por los ataques con fuego, el camino se cubrió con tejas de arcilla.
Las murallas que se conservan en la actualidad se completaron alrededor de 1400, constituyendo una estructura de cinco kilómetros en forma de un paralelogramo torcido, que contaba con una torre de entrada en cada uno de sus cuatro rincones. El conjunto defensivo constaba de la muralla exterior (llamada «muralla alta»), la muralla baja levantada desde el foso, el zwinger de 15 metros entre ambas murallas y el foso (más tarde ampliado). Se han podido identificar a partir de antiguas representaciones un total de unas 130 torres de muralla y torres de foso.
El foso ampliado, excavado en 1430 en el marco de las guerras husitas, tenía un promedio de 12 metros de profundidad y hasta 20 metros de ancho, y nunca llegó a llenarse de agua. Su construcción, de hecho, solo se completaría en 1452 (con la conclusión del revestimiento de las paredes internas), habiendo asumido un esfuerzo (mano de obra) y coste inmensos para las arcas de la ciudad. Según estimaciones, solo en 1430, unas 800 personas trabajaban en todo momento en la ampliación del foso y de la muralla. La circunvalación a paso ligero del anillo de murallas tarda más de una hora, siguiendo un camino actualmente marcado por excavaciones que ilustran la inmensa cantidad de tierra que hubo de excavar y la de piedra arenisca que se tuvo que traer de las canteras de Franconia durante los trabajos.      
Siete puertas daban acceso a la ciudad por tierra: las cinco puertas principales y dos pasos peatonales, uno en cada orilla del Pegnitz (norte y sur). Las entradas principales eran controladas en principio desde el antiguo Tiergärtnertor y luego desde las cuatro torres de entrada más tardías (Laufer Tor, Frauentor, Spittlertor y Neutor), que albergaban sus respectivas casas del guarda. Al mismo tiempo, el castillo contó con una puerta de acceso directo desde el norte, la Vestnertor, que conducía hacia el interior del complejo a través de un túnel. En cuanto a los accesos fluviales, estos constaban del puente fortificado de Fronveste (construido entre 1489 y 1494), que aún sigue en pie atravesando el río en el punto donde abandona la ciudad; y el Tratzenzwinger, con sus tres torres, que aseguraba la entrada desde el este.

### SigloXVI
A partir de 1500, las murallas fueron rediseñadas para facilitar tácticas de defensa más modernas. Varias torres antiguas fueron reconstruidas o demolidas del todo, al tiempo que se construyeron nuevas torres y nuevos baluartes (uno de los elementos más importantes del renovado sistema defensivo). En 1527, se construyeron dos bastiones redondos, uno al noreste (Küblerzwinger) y el otro al suroeste (Tucherzwinger), y, entre 1538 y 1545, aparecieron dos grandes baluartes en el norte y el oeste del castillo (denominados ‘gran bastión’ y ‘bajo baluarte’). Estas extensiones se consideraron urgentes tras la asimilación de la reforma protestante por la ciudad dos años antes, que podría haber causado conflictos con los católicos (aunque en 1532 se firmaría la paz entre la ciudad y la Liga de Esmalcalda, que duraría casi dos décadas). 
A partir de 1540, las torres y las entradas recibirían nombres de letras y colores (llamado «sistema del alfabeto de siete colores», siebenfarbiges Alphabet) para facilitar su identificación. La sección negra (‘negro A’ a ‘negro Z’) comenzaba en el lado norte del castillo y se extendía hasta la isla de Schütt al este, donde daba paso a la sección azul (‘azul A’) que se extendía hasta la Frauentor (‘azul X’) en el sur. Allí se fusionaba con el ‘rojo A’ de la sección roja, que conducía hasta la Spittlertor (‘rojo Z’) al oeste. A continuación, seguía el sector verde, empezando por ‘verde A’ y terminando por ‘verde O’ a la entrada sur del castillo. Estas antiguas designaciones aún se pueden ver marcadas en las torres.
A comienzos de la segunda guerra de los Margraves en 1552, Alberto Alcibíades «el Belicoso», príncipe de Bayreuth (margrave de Brandeburgo-Kulmbach), de los principales rivales de Carlos V del Sacro Imperio, atacó la ciudad sin declaración de guerra, habiendo encontrado deficiencias en sus defensas. Aquello conllevaría a la independencia de la ciudad del obispado de Bamberg, acordada en la Paz de Augsburgo (septiembre de 1555). La subsanación de los defectos en la muralla comenzaría menos de un año después, en 1556 (y duraría hasta 1564), incluyendo el refuerzo y revestimiento de las cuatro torres de entrada principales —la Laufertorturm al noreste, la Frauentorturm al sureste, la Spittlertorturm al suroeste y la Neutorturm al noroeste—, adoptando la imponente apariencia que mantienen hasta la actualidad. Este aspecto, junto a los rumores acerca de la naturaleza de sus sistemas defensivos y ofensivos, incluido el subterráneo, daban a la estructura un aire amenazante que en muchos casos evitaba ataques y asedios. Esta serie de modificaciones se concluiría ya a comienzos del siglo XVII, con la restructuración de la muralla baja y la construcción de la puerta-bastión Wöhrdertor (que sería demolida posteriormente, en 1871).

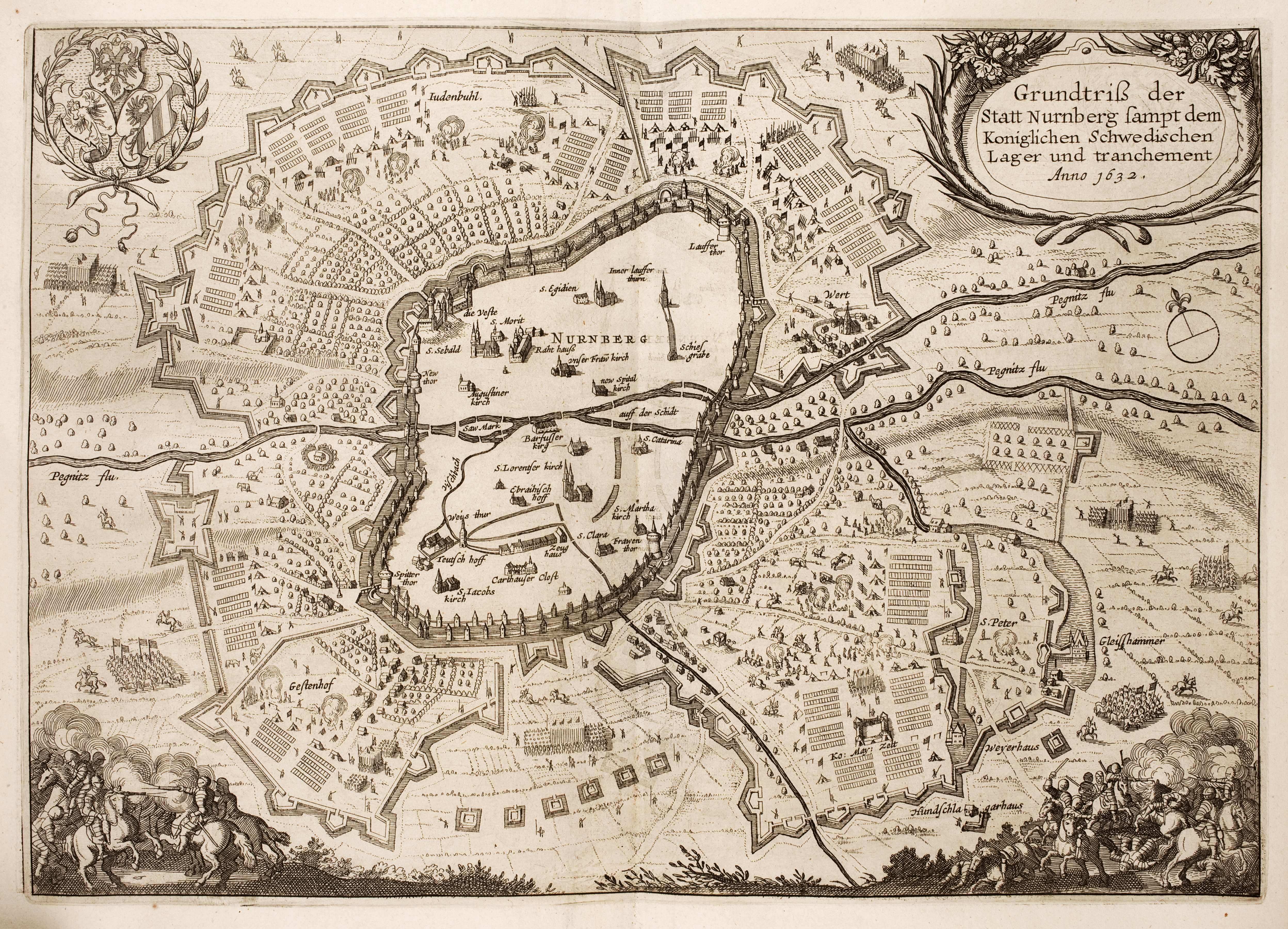
Plano de la muralla de Núremberg en el período sueco, con las fortificaciones en el terreno circundante dividido en sectores delimitados por trincheras y baluartes.

### Edad Moderna
Tras las mejoras de los siglos XVI-XVII, las murallas de la ciudad ya no volverían a sufrir adaptaciones sustanciales, a pesar de los avances en materia de defensa en siglos posteriores. Esto se debía principalmente a que, a partir de la guerra de los Treinta Años (primera mitad del siglo XVII), la defensa de Núremberg se realizaría desde unas líneas de trincheras alejadas de los límites de la ciudad, siguiendo la estrategia empleada durante su etapa sueca por el rey Gustavo II Adolfo, quien mandó fortificar los campos más allá de las murallas. Este terreno fortificado fue el escenario donde, en 1632, el rey sueco por fin se enfrentaría a Wallenstein en el campo de batalla, siendo derrotado y —a la postre— obligado a partir hacia el norte (donde caería en la Batalla de Lützen, en Sajonia). Se dice que Wallenstein prefirió no llevar la batalla a la ciudad, pese a estar ganando, debido a sus imponentes fortificaciones. Las mismas defensas extramuros se emplearían posteriormente en escenarios menores de conflictos como la guerra de sucesión austríaca o la guerra de los Siete Años. 
A partir de finales del siglo XVII, parte del concepto defensivo del entorno de Núremberg se centraba en las fortificaciones más modernas de los municipios que formaban parte en lo que hoy es el área metropolitana de Núremberg. Una de ellas, hacia el norte, es la fortaleza de Forchheim, originalmente construida de 1552 por el príncipe-obispo de Bamberg, de hecho como contrapeso a la pérdida de la ciudad de Núremberg durante la guerra margravial de ese año (siendo además su oponente y ciudad afín al rey sueco en la guerra de los Treinta Años). No obstante, en siglos posteriores serviría como parte del esfuerzo defensivo conjunto de la región, habiendo pasado por un proceso de modernización a lo largo de ese siglo. La única puerta completamente conservada de esa muralla renovada, en su lado sur, es casualmente la que da hacia Núremberg, construida en 1698 con el nombre de Nürnberger Tor (puerta se Núremberg). 
El período de estancamiento económico que siguió a la Paz de Westfalia (que duraría hasta la Revolución Industrial, en la primera mitad del siglo XIX) provocó un «efecto museo» en las edificaciones de la ciudad de Núremberg. Cuando el Reino de Baviera absorbió la región de Franconia en 1806, la ciudad mantuvo su estatus de plaza fortificada, con las principales puertas puestas bajo guardia, y las otras cerradas al paso (sobre todo por las noches). Aunque por aquel entonces el aumento en el tráfico hacia y desde la ciudad ya era constante, para la segunda mitad del siglo solo se habían construido siete pequeñas puertas adicionales al estilo neogótico, más decorativas que funcionales. Una súplica en 1863 por parte de la ciudad para ser desfortificada fue rechazada, ya que para las autoridades bávaras las fortificaciones en su territorio constituían cierto factor de estabilidad en una época de agitación social.
Sin embargo, el 12 de julio de 1866, anticipando un dominio prusiano de Franconia a la luz del devenir de la guerra austro-prusiana, se aprobó una demolición parcial de las murallas de la ciudad, teniendo en cuenta también el constante crecimiento en la circulación de personas y mercancías. Aquello dio pie a un debate público en los años siguientes en pro y en contra del derribo o conservación de los distintos elementos, aunque en última instancia fue decisión del rey. En consecuencia, en 1869 fue derribado uno de los muros, seguido por algunas otras demoliciones, incluidas (entre 1877 y 1891) las siete puertas neogóticas, dando lugar a los amplios pasos que sirven hasta el día de hoy como arterias principales de entrada a la ciudad: el Sterntor (1869), el Wöhrder Tor (1871), el Hallertor (1881) y el Fürther Tor (1894, puente incluido). A día de hoy, la mayor brecha en la muralla sigue siendo la Laufer Tor, con un ancho de 310 metros. Completan el acceso al sur del casco antiguo las principales puertas de Königstor (‘puerta del Rey’) y la Marientor (‘puerta de Santa María’).

## Conservación y uso
Si bien las murallas de Núremberg han visto a lo largo de los siglos múltiples acciones de destrucción y reconstrucción, lo cierto es que en su mayor parte se han conservado prácticamente intactas, rodeando el casco antiguo de la moderna ciudad de Núremberg. Su conservación ha sido un proceso continuo, con proyectos y planes anuales para los distintos elementos; por ejemplo, en 2005 se procedió a la completa renovación de la Küblerzwinger.  
Actualmente, a ambos lados de la muralla y encima de ella, como también a lo largo del foso parcialmente conservado, existen caminos públicos para el paseo de peatones. El trazo ancho del foso ha sido rediseñado como parque, y los imponentes baluartes al oeste y al norte se han restructurado como jardines, abiertos al público sobre todo en temporada alta (los meses más calurosos).  
Al término de la Segunda Guerra Mundial, de las 88 torres que existían en vísperas de la contienda, solo quedaron 71, muchas de las cuales han sido ocupadas desde entonces por entidades públicas, asociaciones y particulares, entre otros, centros juveniles, gestorías, museos, puntos de encuentro de artistas y dormitorios estudiantiles.

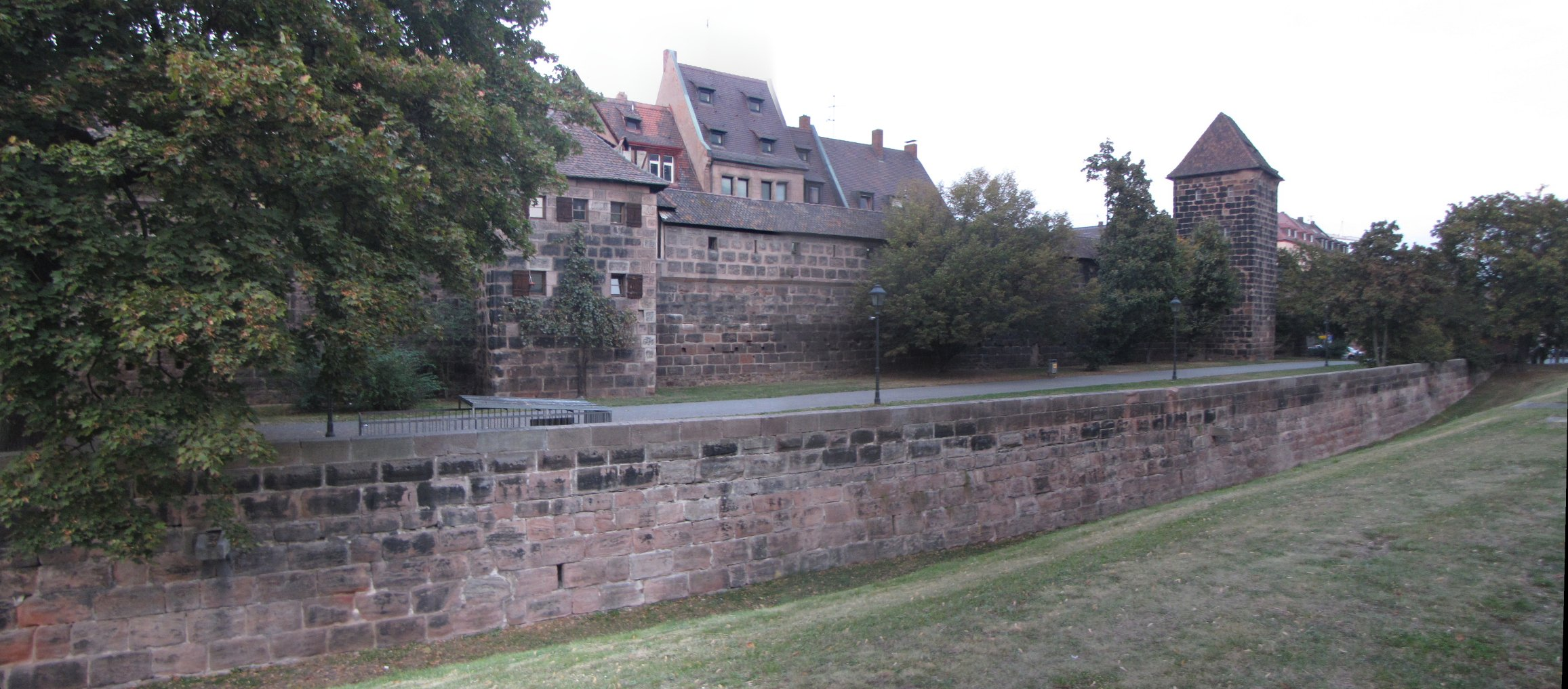
Las fortificaciones a lo largo del Frauentormauer (‘muro de la Puerta de las Mujeres’) pertenecen a la serie roja del complejo de las murallas.
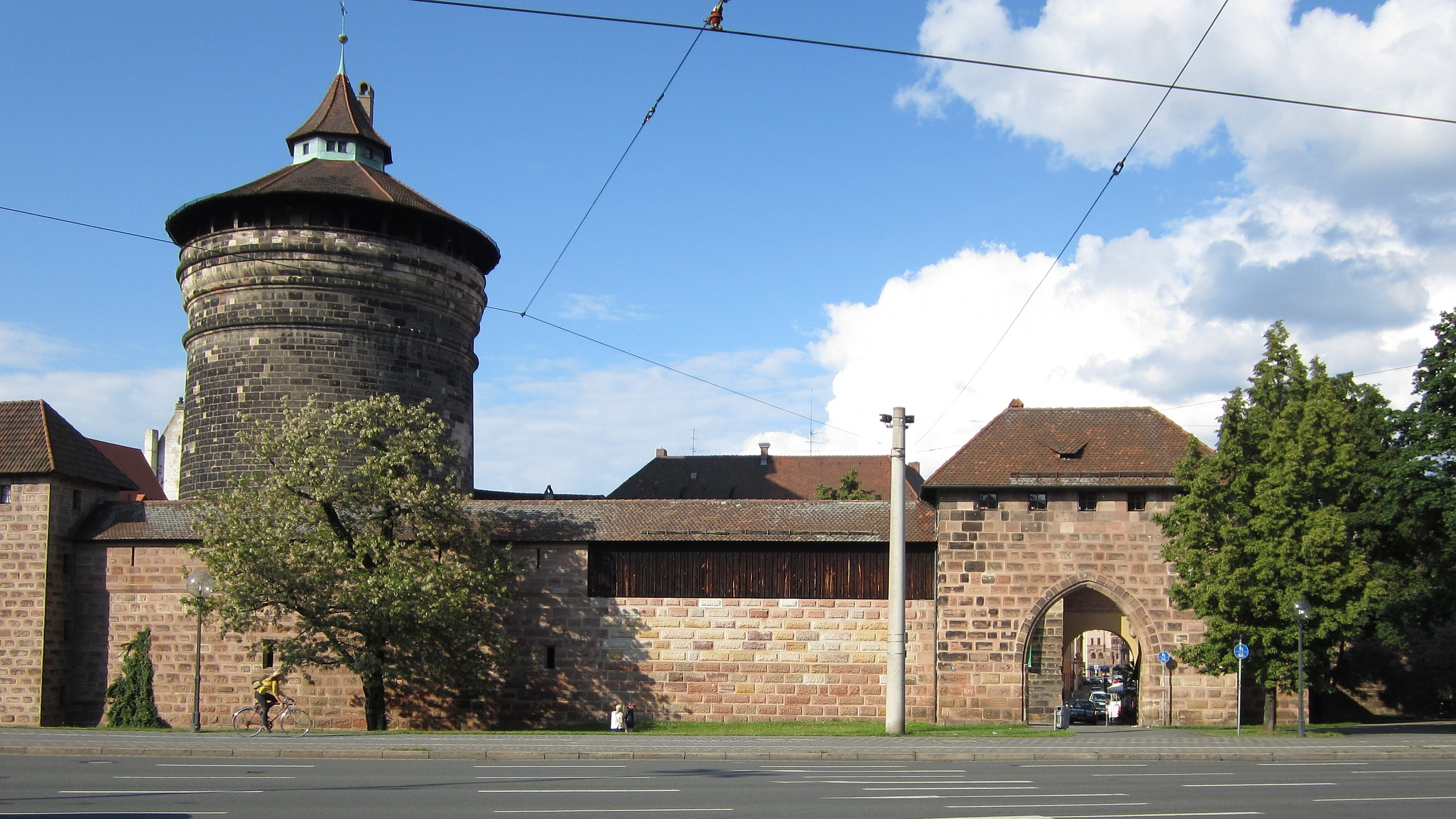
El Spittlertorturm y la entrada a la plaza del Arsenal (Waffenhof).